# Teendők lista
A tennivalók listája, teendők listája, vagy az angolból kölcsönözve to-do lista, todo lista, 2Do lista az időgazdálkodás és időtervezés egyik eszköze, egy felsorolás az elvégzendő teendőkről, a feladatok elvégzésének lépéseiről. A tennivalók listáját használják egyénileg éppúgy, mint csoportosan és projektekben, amikor is a lista rögzíti, hogy milyen feladatokat kell ellátni, ki a felelős az egyes feladatokért, és mikorra kell befejezni azokat.[d]
Egy ilyen listából nem állapítható meg, hogy az egyes tevékenységekre vonatkozó státusz mikor változott meg, csak az aktuális állapot derül ki belőle.[d]
Az egyén számára egy az emlékezetet kisegítő leltár és egyben önmotiváló, ösztönző eszköz. Egy adott időszakra, napra, hétre, hónapra, tartalmazza a napi feladatokat, például elmenni bevásárolni, megírni a leckét, felhívni egy bizonyos ügyfelet.. Az adott teendőket írásos formában rögzíti, így átláthatóvá teszi a teendők összességét,  és nem kell azokat észben tartani.

## Személyes és projektlisták
A bevásárlócédula példázza a legegyszerűbb formájú tennivalólistát.[d] Az áruféleségek szerinti csoportosításokat is tartalmazhat, mint zöldség, innivaló, hús, de az úti célok szerint is strukturálható, mint például piac, illatszerbolt.
Egy emlékeztető cédula (post-it) segít a fontos dolgok észben tartásában, mint például könyvtár, ügyfélszolgálat, posta. 
Az órarend időrendbe helyezi a teendőket.
Az egyszerű lista készülhet egy papírlapon,  flipcharton, egy PDA-nak nevezett zsebszámítógép személyes előjegyzési naptára segítségével, vagy táblázatba írható egy hálózati vagy helyi táblázatkezelő program alkalmazásával.
Egy példa annak számontartására egy projekt keretei között, hogy a feladat kire tartozik, mit és kiket érint, milyen fontos, mikor kezdődik és mikor ér véget, valamint, hogy hol tart:[d]
| Sorszám | Feladat            | Felelős         | Prioritás | Kezdete       | Vége          | Állapot |
| ------- | ------------------ | --------------- | --------- | ------------- | ------------- | ------- |
| 1       | Célkitűzés         | Vezető, csoport | 1         | 2007. 01. 01. | 2007. 01. 05. | kész    |
| 2       | Projektelőkészítés | Projektcsoport  | 1         | 2007. 02. 01. | 2007. 02. 05. | 30%     |
| 3       | Weboldal készítése | Web-csoport     | 3         | 2007. 04. 01. | 2007. 05. 30. | terv    |

A színek jelzik, hogy egy feladat:
- még nyitott,
- folyamatban van, vagy
- kész.

## Fordítás
- ↑ d deWiki To-do-Liste  Ez a szócikk részben vagy egészben  a   To-do-Liste című német Wikipédia-szócikk ezen változatának fordításán alapul.  Az eredeti cikk szerkesztőit annak laptörténete sorolja fel. Ez a jelzés csupán a megfogalmazás eredetét és a szerzői jogokat jelzi, nem szolgál a cikkben szereplő információk forrásmegjelöléseként.